# Harold Town
Harold Barling Town (Toronto, 13 de junio de 1924 - Peterborough, Ontario 27 de diciembre de 1990) fue un pintor canadiense, además de escritor ocasional y una personalidad mediática.
Estudió en la Escuela Técnica Central y el Ontario College of Art y comenzó sus actividades profesionales como ilustrador de las revistas Maclean's y Mayfair. Fue un miembro destacado d un grupo de artistas que funcionó entre 1953 y 1960 denominado Painters Eleven, cuyo nombre eligió él mismo. También era el responsable de redactar los prólogos de los catálogos de sus exposiciones.
Obtuvo reconocimiento internacional (premios en Liubliana y Santiago de Chile) por su serie de single autographic prints, una técnica novedosa de grabado que utilizó entre 1953 y 1959. Los museos Guggenheim y MOMA adquirieron obra suya. Obtuvo críticas muy elogiosas: Alfred Barr, del propio MOMA, le consideraba uno de los más importantes grabadores del mundo; Robert Fulford y Jarvis Alan le calificaron como uno de los artistas más importantes de Canadá.
En los cincuenta y comienzos de los sesenta se vio influenciado por De Kooning, Picasso y el arte asiático que podía congtemplar en el Museo Real de Ontario; aunque tales influencias no fueron determinantes, como puede comprobarse en la originalidad de sus collages.
Town representó a Canadá en la Bienal de Venecia en dos ocasiones (1956 y 1964) y en la Bienal de São Paulo en otras dos (1957 y 1961). También estuvo presente en la Dokumenta de 1964.
Desde mediados de los sesenta recibió la influencia de las tendencias de moda en las artes plásticas, como el Pop Art, Op Art y el assemblage (series denominadas Muscelmen y Toy Horses). Fue el momento en que comenzó a recibir malas críticas (Nathan Cohen, Paul Duval), que le atribuían carencia de seriedad, a las que Town respondió diciendo que "toda crítica del arte visual es sospechosa".
Se realizaron exposiciones retrospectivas de la obra de Town en la Windsor Art Gallery (1975) y la Art Gallery of Ontario (1986).